# Alesina
Alesina (hist., pol. Olesin, Olesino (biał. Алесіна, ros. Алесино) – agromiasteczko na Białorusi, w rejonie smolewickim obwodu mińskiego, w sielsowiecie Kurhannie, około 13 km na południowy wschód od Smolewicz.

## Historia

### Własność
Historia Olesina jest taka sama jak sąsiednich Szypian (odległych o 3 km na wschód), choć Olesin niezależnie jest znany dopiero od XIX wieku. Mieszkał tu Aleksander Moniuszko (~1790–1836) herbu Krzywda. W połowie XIX wieku majątek należał do jego córki Pauliny (1831–1903), która, wychodząc za Leona Wańkowicza (1831–?) herbu Lis, wniosła ten majątek w posagu do rodziny Wańkowiczów. Na początku XX wieku dobra te należały do ich syna Pawła (1862–?). 
Od dworu w Szypianach do Olesina prowadziła długa, dębowa aleja. Olesin stanowił zaplecze gospodarcze dworu. Zabudowania tutejszego browaru zajmowały 1,5 ha. Do dziś zachował się szereg kamienno-ceglanych budynków produkcyjnych, magazynów z końca XIX wieku.

### Przynależność administracyjna
W wyniku II rozbioru Polski majątek znalazł się w 1793 roku w Imperium Rosyjskim. W drugiej połowie XIX wieku należał do gminy Wierchmień w ujeździe ihumeńskim guberni mińskiej. 15 września 1919 roku gmina wraz z powiatem ihumeńskim weszła w skład administrowanego przez Zarząd Cywilny Ziem Wschodnich okręgu mińskiego. Po wytyczeniu granicy wschodniej gmina znalazła się poza terytorium II Rzeczypospolitej, na terytorium ZSRR, od 1991 roku – na terenie Białorusi.

### XX wiek
Na początku XX wieku mieszkało tu około 160 mieszkańców, działała gorzelnia. W 1916 roku mieszkało tu 49 osób. Po rewolucji październikowej w byłym majątku powstał kołchoz „Nowe Życie”. Według spisu ludności z 1926 roku we wsi było 12 gospodarstw domowych, funkcjonowała czytelnia. Na początku lat 30. XX wieku poza kołchozem działały tu: kuźnia, krochmalnia i mleczarnia. Podczas II wojny światowej wieś została spalona przez Niemców. W 1996 roku było tu 148 gospodarstw domowych i 394 mieszkańców. Działał ośrodek weterynaryjny, warsztaty naprawy maszyn rolniczych, automatyczna centrala telefoniczna, klub, kasa oszczędnościowa, stołówka, sklep. Obecnie działa tu przedsiębiorstwo rolnicze „Szypiany-ASK”, przedszkole, liceum, poczta, wiejska biblioteka i przychodnia lekarska.
O tutejszej (nieistniejącej) rezydencji nic nie wiadomo, poza faktem, że zebrano tu w XIX wieku duży księgozbiór po Moniuszkach i archiwum.